# Školč
Školč je priimek več znanih Slovencev:
- Jožef Školč (*1960), politolog in politik